# 7630 Yidumduma
7630 Yidumduma è un asteroide della fascia principale. Scoperto nel 1979, presenta un'orbita caratterizzata da un semiasse maggiore pari a 2,8433241 au e da un'eccentricità di 0,0873907, inclinata di 1,27262° rispetto all'eclittica.